# Neumann-Wolff-Gruppe
Die Neumann-Wolff-Gruppe ist eine auf Kalender spezialisierte Gruppe von Verlagen und Druckereien unter dem Dach der Dr. Neumann-Wolff AG mit Sitz in Kiel. Das Unternehmen hat 12 Tochtergesellschaften an 9 Standorten in Deutschland und in den Niederlanden, darunter Verlage wie Palazzi, Helios, Zettler und der Kalenderverlag DuMont.

## Geschichte
Im Jahre 1949 gründeten Siegfried Neumann und Linda Neumann, verwitwete Wolff, in Kiel den Neumann & Wolff Verlag als offene Handelsgesellschaft. Man verlegte in den Folgejahren Bücher unter anderem von Quirin Engasser, Richard Carstensen, Kurt Vethake, Hanns Deininger oder Gisbert W. Kühne-Hellmessen. Im Jahr 1971 wurde der Verlag um die neugegründete Norddruck Neumann GmbH zum Druck von Kalendern, Büchern und Postkarten erweitert. Nach der Wiedervereinigung expandierte das Unternehmen in den neuen Bundesländern und man gründete 1992 in Plauen die Süddruck Neumann GmbH & Co. KG. Es folgte der Logistikdienstleister Logistor GmbH & Co. KG.
Nachdem Siegfried Neumann 1999 die Siegfried Neumann Stiftung zur Förderung medizinischer Forschung gegründet hatte, zog er sich aus dem Unternehmen zurück und der Jurist Kay Dietrich Neumann-Wolff übernahm in zweiter Generation das Unternehmen. Um das Geschäftsfeld zu erweitern erfolgte am 15. Dezember 2006 die Gründung der Alpha Edition GmbH & Co. KG mit Sitz in Kiel.
Am 28. April 2010 wurde die Dr. Neumann-Wolff AG mit Sitz in Kiel als Holding in das Handelsregister eingetragen. Zum Vorstand wurde Gerhard Fröhler bestellt, der am 22. September von Axel Klug abgelöst wurde. In den Folgejahren wurde das Unternehmen umstrukturiert und am 9. Februar 2011 wurde die Norddruck Neumann GmbH & Co. KG zusammen mit der Neumann & Wolff Verlag oHG zur neuen Neumann & Wolff Werbekalender GmbH & Co. KG verschmolzen. Dabei schied Linda Neumann aus dem Verlag aus. Zum 31. Mai 2012 erfolgte dann die Verschmelzung der Plauener Unternehmen Süddruck Neumann und Logistor zur Kalenderfabrik Plauen GmbH & Co. KG. Im gleichen Jahr übernahm die Dr. Neumann-Wolff AG die niederländische Helios Kalenders BV aus der Konkursmasse der insolventen Drukkerij Heinen Eibergen B.V.
2014 wurde der Bremer Palazzi Verlag übernommen und als Palazzi Kalender GmbH in den Konzern integriert.
Zum 1. Januar 2015  übernahm die Dr. Neumann-Wolff AG die Kalender- und Stationery-Sparte von der Kempener Verlagsgruppe teNeues und überführte sie in die neugegründete teNeues Calendars & Stationery GmbH & Co. KG mit Sitz in Kiel. Im April des gleichen Jahres erfolgte die Übernahme der niederländischen NKF Nederlandse Kalenderfabriek B.V.
Anfang 2017 erwarb die Neumann-Gruppe den 1923 gegründeten Kalenderverlag Zettler Kalender GmbH aus Schwabmünchen von der Erbenfamilie Bergmann. Etwa zeitgleich folgte rückwirkend zum 1. Januar die Übernahme des Kölner DuMont Kalenderverlags von der der DuMont Mediengruppe sowie die Gründung der Kalenderteam 365 GmbH als Plattform für Wiederverkäufer.
Zum 7. März 2018 wurde die Wohldorf GmbH erworben und als TTB Kalender GmbH mit Sitz in Kaltenkirchen in den Konzern integriert. Es folgte die Arti Promotion GmbH, die im Rahmen einer übertragenden Sanierung aus der insolventen Arti Kalender & Promotion GmbH aus Herzebrock-Clarholz gegründet wurde.
Anfang 2021 schloss sich die Unternehmensgruppe um Schmücker und ASCO Kalender aus Löningen und Bremen der Dr. Neumann Wolff AG an. Mit der ASCO Schmücker GmbH konnte das Kieler Unternehmen somit seine Marktstellung im Bereich der Wandkalender weiter ausbauen. Kurt Schmücker leitete das Druckhaus Friedr. Schmücker, woraus Schmücker Kalender hervorging, seit 1947 viele Jahre lang, bevor er Bundeswirtschaftsminister wurde.

## Unternehmen
Die Neumann-Wolff-Gruppe ist eine aus dem Neumann & Wolff Verlag hervorgegangene Gruppe von Verlagen und Druckereien unter dem Dach der Konzernmutter, der Dr. Neumann-Wolff AG. Die Unternehmen der Gruppe verlegen, produzieren und vertreiben Kalender, Terminplaner sowie Papierwaren und sind dabei zusammen Marktführer bei Kalendern in Deutschland.
Die Verlage der Neumann-Wolff-Gruppe verlegen unter anderem Werke von Gerhard Launer, André M. Hünseler, Rainer Groothuis, Gert Weigelt, Thomas Kammeier, Pina Bausch sowie der Literaturnobelpreisträgerin Herta Müller. Zur Gruppe gehörten 2018 folgende Unternehmen:
- Dr. Neumann-Wolff AG, Kiel
  - Neumann Verwaltungs-GmbH, Kiel
    - Neumann & Wolff Werbekalender GmbH & Co. KG, Kiel
    - Alpha Edition GmbH & Co. KG, Kiel
    - Kalenderfabrik Plauen GmbH & Co. KG, Plauen

  - teNeues Verlag Verwaltungs-GmbH, Kiel
    - teNeues Calendars & Stationery GmbH & Co. KG, Kiel

  - arti promotion GmbH, Herzebrock-Clarholz
  - Kalenderteam 365 GmbH, Kiel
  - Palazzi Kalender GmbH, Bremen
  - Zettler Kalender GmbH, Schwabmünchen
  - Helios Kalenders BV, Eibergen NL
  - NKF Nederlandse Kalenderfabriek B.V., Beek NL
  - DuMont Kalenderverlag Verwaltungs GmbH, Kiel
    - DuMont Kalenderverlag GmbH & Co. KG, Köln

  - TTB Kalender GmbH, Kaltenkirchen